# SeaPort Airlines
SeaPort Airlines — региональная авиакомпания Соединённых Штатов Америки со штаб-квартирой в международном аэропорту Портленда (Орегон), работающая в сфере регулярных пассажирских перевозок.
Маршрутная сеть авиакомпании состоит из двух зон — аэропорты северо-запада и средней южной части страны. Обе зоны обслуживаются из двух главных транзитных узлов (хабов) — международного аэропорта Портленд и международного аэропорта Мемфис, причём два хаба перевозчика не соединены между собой регулярными рейсами.
Дочерняя авиакомпания Wings of Alaska была основана в 1982 году и в настоящее время работает на местных авиалиниях штата Аляска. Штаб-квартира перевозчика находится в городе Джуно.

## Флот
Воздушный флот авиакомпании SeaPort Airlines составляют девять одномоторных самолётов Pilatus PC-12 и Cessna Caravan 208.

## Сервис
В международных аэропортах Мемфиса и Канзас-Сити авиакомпания SeaPort Airlines обслуживает своих клиентов в зданиях частных терминалов, что существенно упрощает процедуру регистрации пассажиров и оформления багажа на рейсы перевозчика. По правилам компании пассажиры в этих аэропортах могут явиться на регистрацию за 15 минут до вылета самолёта.
Оба частных терминала в Мемфисе и Канзас-Сити предлагают в зале ожидания вылета комфортные кресла, бесплатные напитки — чай, кофе, горячий сидр, портлендские пончики «Voodoo». К услугам транзитных пассажиров бесплатный автобус, курсирующий между частными терминалами и зданиями основных пассажирских терминалов аэропортов.

## Северо-Западная зона
Маршрутная зона на северо-западе страны изначально строилась SeaPort Airlines для обслуживания рейсов по небольшим населённым пунктам региона из международного аэропорта Портленда, при этом преследовалась цель избежать обслуживания самолётов в потенциальном и сверхзагруженном хабе международного аэропорта Сиэтл/Такома. Тем не менее, 27 января 2012 года руководство авиакомпании объявило о закрытии регулярного маршрута из Портленда во второй аэропорта Сиэтла «Боинг-Филд» и переносе пункта назначения в основную воздушную гавань Сиэтла.
15 января 2012 года SeaPort Airlines начала выполнение беспосадочного регулярного рейса Портленд — Норт Бенд/Кус-Бей (региональный аэропорт юго-запада Орегона) на самолётах Cessna Caravan. 1 марта того же года авиакомпания открыла ещё один регулярный маршрут Портленд — Якима — Уэнатчи, полёты по которому осуществляются трижды в день.
21 октября 2008 года SeaPort Airlines получила двухлетний правительственный грант в рамках программы субсидирования региональных и местных авиаперевозок Essential Air Service на обслуживание с 1 декабря маршрута Портленд — Пендлтон (Орегон), ранее находившегося в ведении другой региональной авиакомпании Horizon Air.

## Южная зона
Маршрутная сеть SeaPort Airlines в южной зоне построена вокруг транзитного узла в международном аэропорту Мемфиса и вспомогательного хаба в международном аэропорту Канзас-Сити. Регулярные рейсы в данной части маршрутной зоны субсидируются правительством страны в рамках программы Essential Air Service поддержки региональных и местных авиаперевозок.
12 марта 2010 года авиакомпания получила двухлетний контракт с правительством США на выполнение регулярных рейсов между городами Канзас-Сити и Сэлайна (Канзас), полёты по данному маршруту осуществляются трижды в день с воскресенья по пятницу. В рамках этого же соглашения авиакомпания открыла ежедневный рейс между Канзас-Сити и Гаррисоном (Арканзас). В январе 2011 года SeaPort Airlines получила права на ежедневный регулярный рейс между Канзас-Сити и Джонсборо, а в июле того же года — на два регулярных маршрута из Далласа (аэропорт Лав-Филд) в Эль-Дорадо и Хот-Спрингс.
В декабре 2011 года SeaPort Airlines отказалась участвовать в конкурсе на продление контракта по обслуживанию перевозок в Джонсборо, мотивируя этот шаг получением другого контракта на регулярные рейсы в Джексон (Теннесси). Направление на Джонсборо ушло другому авиаперевозчику Air Choice One.

## Маршрутная сеть
| Город       | Аэропорт                                    | Код ИАТА | Примечания            | Ссылки      |
| Арканзас    |                                             |          |                       |             |
| Эль-Дорадо  | региональный аэропорт Южного Арканзаса      | ELD      | Essential Air Service | [ 7 ] [ 8 ] |
| Гаррисон    | аэропорт округа Бун                         | HRO      | Essential Air Service | [ 7 ] [ 8 ] |
| Хот-Спрингс | аэропорт Хот-Спрингс                        | HOT      | Essential Air Service | [ 7 ] [ 8 ] |
| Джорджия    |                                             |          |                       |             |
| Атенс       | аэропорт Атенс                              | AHN      | Essential Air Service | [ 9 ]       |
| Канзас      |                                             |          |                       |             |
| Сэлайна     | муниципальный аэропорт Сэлайна              | SLN      | Essential Air Service | [ 4 ]       |
| Миссури     |                                             |          |                       |             |
| Канзас-Сити | международный аэропорт Канзас-Сити          | MCI      |                       |             |
| Орегон      |                                             |          |                       |             |
| Норт-Бенд   | региональный аэропорт Юго-Западного Орегона | OTH      |                       |             |
| Портленд    | международный аэропорт Портленда            | PDX      |                       |             |
| Пендлтон    | региональный аэропорт Восточного Орегона    | PDT      | Essential Air Service | [ 3 ]       |
| Теннесси    |                                             |          |                       |             |
| Джексон     | региональный аэропорт Маккеллар-Сайпс       | MKL      | Essential Air Service | [ 10 ]      |
| Нашвилл     | международный аэропорт Нашвилл              | BNA      |                       | [ 10 ]      |
| Мемфис      | международный аэропорт Мемфиса              | MEM      |                       |             |
| Техас       |                                             |          |                       |             |
| Даллас      | аэропорт Лав-Филд                           | DAL      |                       |             |
| Вашингтон   |                                             |          |                       |             |
| Уэнатчи     | аэропорт Пэнгборн                           | EAT      | до 15 декабря 2012    | [ 11 ]      |
| Якима       | аэродром Якима                              | YKM      |                       |             |